# محمد بیبولاتوف
محمد بیبولاتوف (انگلیسی: Magomed Bibulatov؛ زادهٔ ۲۲ اوت ۱۹۸۸) کشتی‌گیر، و ورزشکار هنرهای رزمی ترکیبی اهل روسیه است. وی از سال ۲۰۱۳ میلادی تاکنون مشغول فعالیت بوده‌است.